# 廣場恐懼症
（世卫组织称广场恐怖症）是一種焦慮症，其特徵是人們認為環境不安全並且不容易逃離而產生焦慮症狀。 這些情況可能包括開放空間、公共交通、商場，或僅僅是在自家外 ，在這些情況下可能會導致恐慌發作，而此症狀遇到這種情況幾乎每次都會出現，並持續六個月以上。 受影響的人會竭盡全力避免這些情況。 在嚴重案例中，人們可能完全不能離開自家。
一般認為廣場恐懼症是基因因子與環境因子的結合。這個症狀常常在家庭成員中同時發生，遭受攻擊或是父母過世等挫折性或創傷性事件常常是疾病的引子。在精神疾病診斷與統計手冊第五版將廣場恐懼症和特殊恐懼症、社交恐懼症等一起歸類為恐懼症。其他可能引起相似症狀的包含分離焦慮症、創傷後壓力症候群與重性憂鬱障礙。受廣場恐懼症影響的人有較高的憂鬱症或物質濫用疾患風險。。
若未經治療，廣場恐懼症極少自然緩解。治療通常採用一種稱作認知行為療法的心理諮詢方式。認知行為療法在半數的病患都能帶來症狀緩解 。廣場恐懼症影響了約1.7%的成人，女性發生率約為男性兩倍。症狀通常在青年時開始，而到了老年則較不普遍。發生於兒童則非常罕見。廣場恐懼症的英文 "agoraphobia" 一詞源自於希臘文的 "ἀγορά" (英文：agorá)，「廣場」之意與 "-φοβία"  (英文：-phobia)，「恐懼」之意

。

## 症狀
普遍的錯誤觀念是廣場恐懼症會恐懼一些公開場所。但通常患有這個病的人不是怕這些地方的本身（即不是怕多人的本質），而是怕一些與這些地方有關聯的公眾場合或處境。希臘文中有「一群人聚集」的意思（等同拉丁文裡的），意即一個很熱鬧的廣場，而不是一個公開的地方，令人容易區別广场恐惧症（agoraphobia）和幽闭恐惧症（claustrophobia）這兩個英文字。广场恐惧症被形容為嚴重和具滲透力的焦慮，患者多是處於一些難以逃離或無法避免的場合之中。例如單獨在家外、乘搭車、巴士或飛機，或在熱鬧的地方中。一些患者面對訪問也能感到舒服，但只限於處於自己感到能限制的地方之內。當他們在自己的安全地方之中，才能開心地工作和見到訪客。当广场恐惧症患者感觉到周围的环境会有时他们陷入困境，不安全，难以控制，或让他们感到非常不舒适时，他们会有很严重的恐慌发作，当出现严重的焦虑感时，他们会躲在家里，或是一或两间屋子里，甚至是连床都不离开，直到他们那被过分刺激的神经系统平静下来，这种情况才会有所缓解，肾上腺素水平也会回到正常值。广场恐惧症者对他们的本体感觉非常敏感，潜意识地对完全正常的时间有过分的反应，比如，爬一阶楼梯可能会导致严重焦虑，因为上楼时呼吸和心跳的频率会增加，而广场恐惧症者把这种反应理解为是焦虑的开始而不是一个正常的神经反射。有广场恐惧症的患者会形成一种能力，来避免那些会引起焦虑的情形。

## 流行
一年中大约有5%的人会出现广场恐惧症，在女性身上的发病率是男性的两倍（Magee et al., 1996 ），这种不同可能是由于社会文化因素。

## 诊断
根據1998年美國精神醫學學會的資料，大多數的患者都是由于突然爆发的惊恐障碍而产生广场恐惧症的，广场恐惧症最好被理解为是出于经历反复的焦虑和随之而来的对与下一次的持续担心的，逃避的一种敌对行为，因此，就有了对于广场恐惧症患者的惊恐障碍的诊断，但而，因为在社区和诊所中，这些人并不一定符合惊恐障碍的所有标准，所以通常會用無驚恐病史廣場恐懼症（Agoraphobia Without History of Panic Disorder）来诊断（DSM-IV）。

## 治疗
广场恐惧症患者在很多案例中能被治愈，这需要一个循序渐进的过程，包括和认知系统相结合的逐渐暴露法，有时服入抗焦虑和抗抑郁的药物，抗焦虑的药物包括苯二氮䓬类如阿普唑仑，那些用于治疗焦虑障碍的抗抑郁药物主要在选择性5-羟色胺再摄取抑制剂如氟西汀、百忧解。
对于广场恐惧症患者和惊恐障碍患者的治疗是相似的。

## 不同的理论

### 依恋理论和广场恐惧症
一些学者（Liotti,1996 , Bowlby,1998 ） 解释说，广场恐惧症是缺乏依恋，暂时性地失去了忍受与安全基地分离的能力。

### 空间理论和广场恐惧症
在社会科学中，一直对广场恐惧症的研究有偏见（e.g., Davidson 2003 ）。其中的一个研究方法把广场恐惧症与现代性联系了起来。